# Wooroonooran-Nationalpark
Der Wooroonooran-Nationalpark (englisch Wooroonooran National Park) ist ein 1149 Quadratkilometer großer Nationalpark in Queensland, Australien. Aufgrund einer Vielzahl von endemischen Vogelspezies ist der Park ein Teil der Wooroonooran Important Bird Area und des UNESCO-Weltnaturerbe Wet Tropics of Queensland. Die beiden höchsten Erhebungen Queenslands, der Mount Bartle Frere und der Mount Bellenden Ker liegen im Nationalpark.

## Lage
Der Park befindet sich in der Region North Queensland und liegt etwa 30 Kilometer westlich von Innisfail. In Nord-Süd-Richtung erstreckt er sich über 75 Kilometer von Gordonvale bis Tully, wo er unmittelbar an den Tully-Falls- und Tully-Gorge-Nationalpark anschließt. Die Palmerston-Sektion im südlichen Teil ist über den Palmerston Highway, die Josephine-Sektion im Norden vom Bruce Highway aus zu erreichen.
Der Gebirgszug der Bellenden Ker Range, mit dem 1622 Meter hohen Mount Bartle Frere und dem 1592 Meter Mount Bellenden Ker erstreckt sich über einen Großteil der Fläche des Nationalparks. Walshs Pyramid mit 922 Meter Höhe, eine der größten natürlichen Pyramiden der Welt, befindet sich an seinem Nordende unmittelbar bei Gordonvale.

## Wasserfälle
Das Besucherzentrum in der Nähe der Josephine Falls wurde in den 1970er Jahren eingerichtet und für das Publikum geöffnet. Das Wasser im Josephine Creek stammt von den Hängen des Mount Bartle Frere und fließt in den Russell River. Ein 600 Meter langer Wanderweg führt durch tropischen Regenwald zu einer neu angelegten Besucherplattform. In der Vergangenheit sind auf dem Weg zum Top Pool auf den rutschigen Granitfelsen zahlreiche Menschen verletzt worden und zu Tode gekommen. Beheimatet im Bereich der Wasserfälle ist der endemische Bartle Frere Skink.
In der Palmerston-Sektion des Parks führen Wanderwege zu den Tchupala Falls und Wallicher Falls. Etwa 2 km weiter westlich auf dem Palmerston Highway beginnen die Wanderwege zu den Nandroya Falls. Hier stürzt der Douglas Creek von einer Basaltplatte 50 m in die Tiefe. In der Nähe liegen auch die Silver Creek Falls.

## Flora und Fauna
Vor 100.000 Jahren bis etwa vor 10.000 Jahren formten die Vulkane des Atherton Tablelands die Landschaft des Parks. Die nährstoffreichen, bis zu 200 Meter mächtigen Lavaschichten bilden heute die Grundlage für zahlreiche Tier- und Pflanzenarten. Die Regenwälder des Nationalparks beheimaten über 500 verschiedene Baumarten wie die Australische Kastanie, Alstonia scholaris und Rottulpeneichen. An deren Ästen und Stämmen gedeihen zahlreiche Epiphyten, wie der Korbfarn oder Elchhornfarn.
Zu den Säugetieren die im Park leben gehören das Streifenpossum, der Schlafbeutler, die Gelbfuß-Beutelmaus, das Lumholtz-Baumkänguru, und das Moschusrattenkänguru, das kleinste Mitglied in der Kängurufamilie. Mit etwas Glück kann man auch die größte Schlange Australiens im Park beobachten, die australische Amethystpython. Sie kann bis zu fünf Meter lang werden. Zudem ist der Wooroonooran-Nationalpark auch die Heimat des Gebänderten Baumwarans (Varanus scalaris).
Sowohl im dichten Laub der Bäume als auch auf dem Boden des Regenwalds können unzählige Vögel, wie der Maskenzwergpapagei, die Grünflügeltaube, der australische Feigenpirol, der Glanzspitzendrongo oder der Goldohr-Honigfresser beobachtet werden.